# 田中良雄
田中 良雄（たなか よしお、1890年1月24日 - 1964年10月7日）は、日本の実業家。住友本社常務理事。住友家評議員会委員。

## 人物
1890年（明治23年）、富山県射水郡浅井村（現射水市）に生まれる。高岡中学校、第四高等学校卒業。1915年（大正4年）、東京帝国大学法学部を卒業し、同年6月住友総本店（住友財閥）に入社。人事部人事課長、人事部長を経て、1937年（昭和12年）住友電線（現住友電気工業）専務、1941年（昭和16年）住友本社常務理事に就任。1947年（昭和22年）に退職した後、住友工業高等学校理事長や住友病院理事長、大阪市教育委員長などを務めた。

## 著書
- 私の人生観（四季社）
- 人間育成（四季社）
- 雑草苑（大阪実業教育協会）
- 職業と人生（ごま書房、ISBN 9784341170219・ゴマブックスISBN 9784341016029・新編ISBN 9784341172152）